# Batagor
El batagor (Abreviado de Bakso Tahu Goreng, sondanés e indonesio: "bakso frito [y] tofu") es un plato Sundanese de Indonesia, y popular en el Sudeste Asiático, consta de dumplings de pescado fritas, normalmente servido con salsa de cacahuete. Es tradicionalmente hecho con carne de pez wahoo trinchada, aunque también se utilizan otros tipos de marisco como atunes, caballa, y langostinos. El paté de pescado es posteriormente envuelto en masa wonton o en tofu, y entonces frito en aceite de palma.
Los dumplings fritos batagor que se ofrecen en peustos callejeros generalmente se sirven con tofu frito y pasteles de pescado otak-otak fritos en forma de dedo. Estos componentes de batagor se cortan en trozos pequeños y se cubren con salsa de maní, kecap manis (salsa de soja dulce), sambal (pasta de chile) y jugo de lima. Como alimento frito, el batagor generalmente tiene una textura crujiente; dado que el método de servicio es idéntico, el mismo vendedor ofrece batagor y siomay, y el batagor se ofrece como una variación crujiente de siomay.

## Historia y origen

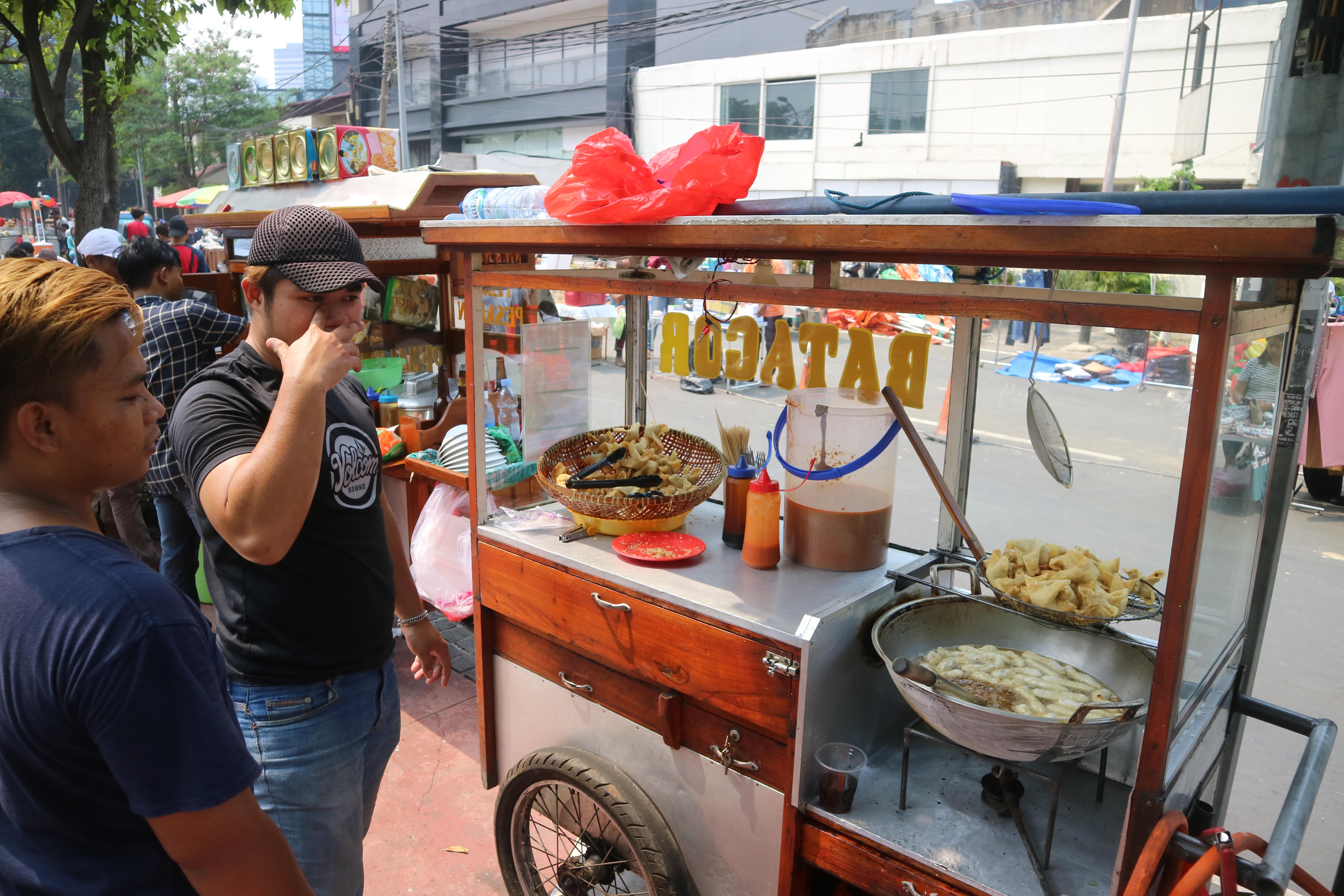
Vendedor ambulante fríe batagor en un carro durante el día sin coches en Yakarta.

Batagor es omnipresente en las ciudades de Indonesia y se puede encontrar en puestos de comida al lado de la calle, carritos ambulantes, vendedores de bicicletas y restaurantes. Sin embargo, está más fuertemente asociado con la ciudad de Bandung, en el oeste de Java. El plato está influenciado por la cocina china indonesia, y podría derivarse de siomay, con la principal diferencia de que el batagor se fríe en lugar de cocerse al vapor. Se ha adaptado fácilmente a la cocina local sondanesa, y hoy, la mayoría de los vendedores de batagor son sondaneses.
El batagor comenzó ofrecerse en varias ciudades de Indonesia en todo el país en la década de 1980 y se cree que fue inventado en 1968 en Bandung. Según la leyenda, el batagor se creó como una forma de rescatar las albóndigas bakso sin vender. Se dice que un día el bakso no se vendió bien y un vendedor se quedó con demasiadas sobras. Para reducir sus pérdidas, se le ocurrió la idea de moler las albóndigas, rellenarlas con tofu, freírlas y servirlas con salsa de maní de una manera similar a siomay. Esto creó un nuevo plato de bakso tahu goreng ("bakso [y] tofu frito"), abreviado como "batagor".

## Variedades

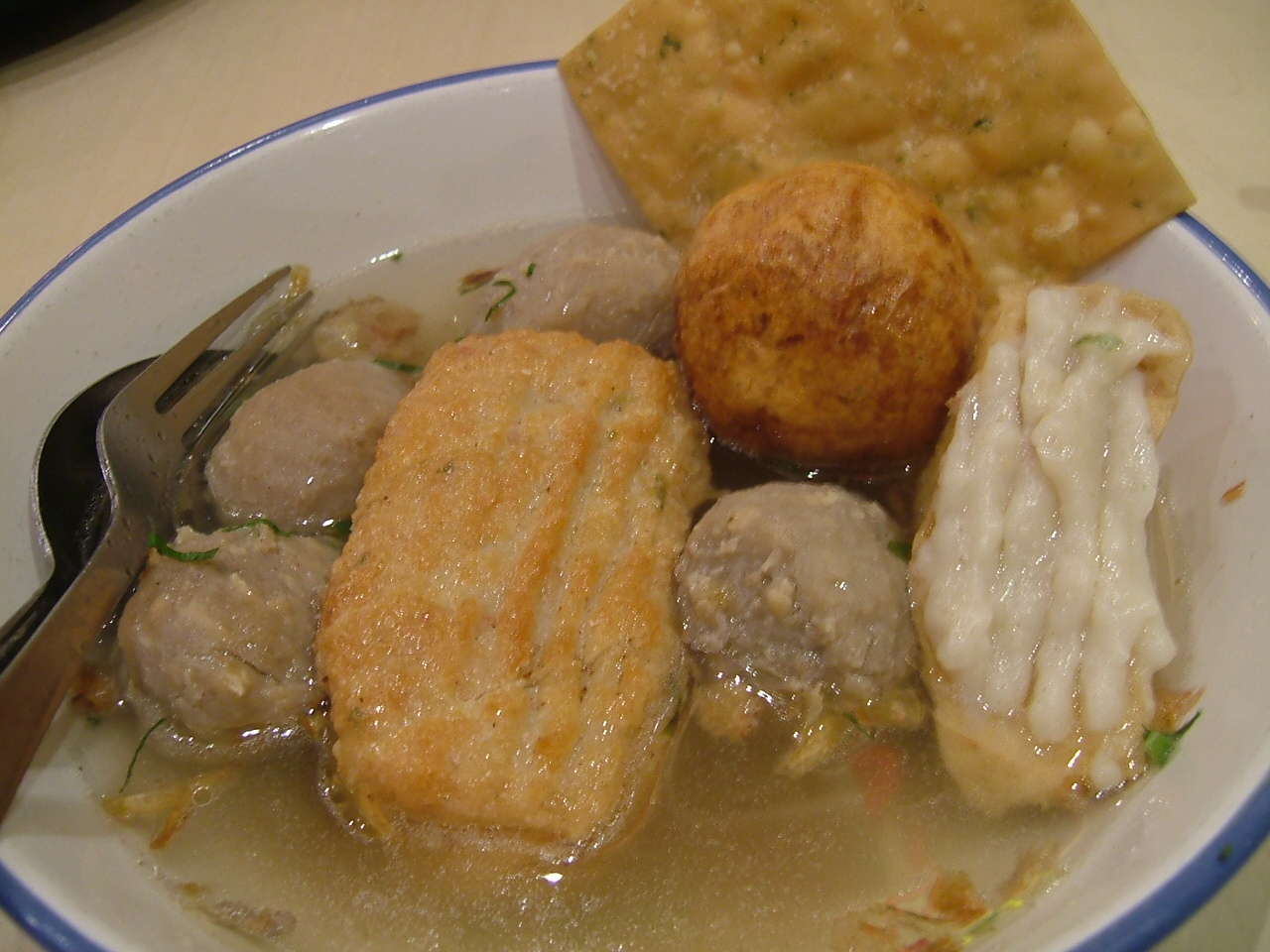
Batagor kuah, que es similar a bakso Malang.

El batagor se sirve tradicionalmente con salsa de maní, aunque en Bandung, la mayoría de los vendedores de batagor también ofrecen una variante servida en caldo claro, batagor kuah ("sopa de batagor"). La sopa se puede preparar con caldo de pollo y agregando ingredientes como pimienta, azúcar, sal, puerro y apio. También se pueden agregar salsa de chile, salsa de tomate y lima para darle más sabor a la sopa.
El batagor es popular por su sabroso sabor, la textura crujiente de su piel de wonton y tofu fritos, y la salsa de maní dulce y salada. El precio típico de batagor es bastante asequible, con un plato de batagor modesto comprado en pun puesto callejero cuesta alrededor de 10000 rupias indonesias, menos de un dólar estadounidense, a partir de 2018.